# Hans-Konrad Trümpler
Hans-Konrad Trümpler (* 15. August 1960) ist ein ehemaliger Schweizer Ruderer, der 1982 Weltmeister im Vierer ohne Steuermann war.

## Werdegang
Der 1,94 m grosse Trümpler bildete zusammen mit seinem Vereinskameraden vom Schaffhausen RC Stefan Netzle einen Zweier ohne Steuermann, die beiden erkämpften bei den Weltmeisterschaften 1979 in Bled die Bronzemedaille hinter den Booten aus der DDR und der UdSSR. 
Bei den Olympischen Spielen 1980 in Moskau trat der Schweizer Vierer ohne Steuermann in der Besetzung Bruno Saile, Jürg Weitnauer, Hans-Konrad Trümpler und Stefan Netzle trotz de Olympiaboykott zahlreicher westlicher Länder an, wofür die Ruderer im Heimatland heftig angefeindet wurden. Die vier Schweizer erreichten den A-Final und belegten unter zwölf teilnehmenden Booten den sechsten Platz. In der gleichen Besetzung erruderten die Schweizer bei den Weltmeisterschaften 1981 in München die Silbermedaille hinter dem sowjetischen Boot. Im Jahr darauf wurden die Weltmeisterschaften in Luzern ausgetragen, Saile, Weitnauer, Trümpler und Netzle gewannen die einzige Goldmedaille für die Gastgeber vor dem sowjetischen Vierer. Bei den Olympischen Spielen 1984 erreichten die vier Schweizer noch einmal den A-Final und belegten den fünften Platz. 